# بازار زنجان
بازار زنجان هي بازار تاريخية تعود إلى عصر القاجاريون، وتقع في زنجان.